# Jacqueline Blancart-Cassou
Pour les articles homonymes, voir Cassou.
Jacqueline Blancart-Cassou est une historienne française du théâtre.

## Biographie
Née en 1932 à Gomer, dans les Pyrénées-Atlantiques, Jacqueline Blancart-Cassou est agrégée de lettres classiques et docteur d’État en littérature française (1986).
Elle a été successivement maître de conférences à l’Université Paris-Sorbonne (Paris IV), et professeur, jusqu’en 1997, à l’Université Paris-Nord-Villetaneuse (Paris XIII).
Sa recherche porte essentiellement sur le rire dans le théâtre du XXe siècle. Elle est l’auteur d’une thèse intitulée Le Rire de Michel de Ghelderode, et d’un grand nombre de travaux – livres, articles, préfaces ou éditions critiques – consacrés à cet écrivain, et publiés en France ou en Belgique,.
Elle a reçu en 2004 la première édition du prix triennal attribué par la Fondation internationale Michel de Ghelderode,,.
Parallèlement, elle a élargi son champ de recherches à d’autres créations dramatiques, caractérisées par un pessimisme sous-jacent et un parti pris de gaieté (Anouilh, Feydeau).
Depuis 2013, elle s’attache à la réalisation d’une série de brèves biographies de dramaturges, chaque auteur étant présenté à travers l’histoire de sa vie et le développement de son œuvre (Collection « Qui suis-je ? »).

## Ouvrages
- Le Rire de Michel de Ghelderode, Paris, Klincksieck, 1987, 304 p. (ISBN 2-252-02564-6)[8]
- Ghelderode conteur, De l’angoisse au rire, Paris, Honoré Champion, 2003, 316 p. (ISBN 2-7453-0745-2)[9]
- Jean Anouilh, Les Jeux d’un pessimiste, Aix-en Provence, P.U.P., 2007, 270 p. (ISBN 978-2-85399-681-5)
- Qui suis-je ? Ghelderode, Grez-sur-Loing, Pardès, 2013, 126 p. (ISBN 978-2-86714-470-7)[10],[11],[12],[13],[14],[15]
- Qui suis-je ? Anouilh, Grez-sur-Loing, Pardès, 2014, 127 p. (ISBN 978-2-86714-480-6)[16],[17],[18]
- Qui suis-je ? Georges Feydeau, Grez-sur-Loing, Pardès, 2015, 127 p. (ISBN 978-2-86714-489-9)[19]
- Qui suis-je ? Labiche, Grez-sur-Loing, Pardès, 2016 (ISBN 978-2-86714-495-0)
- Qui suis-je ? Courteline, Grez-sur-Loing, Pardès, 2016, 127 p. (ISBN 978-2-86714-502-5)
- Qui suis-je ? Sacha Guitry, Grez-sur-Loing, Pardès, 2017  (ISBN 978-2-8671-4515-5)
- Qui suis-je ? Giraudoux, Grez-sur-Loing, Pardès 2018  (ISBN 978-2-8671-4524-7)
- Qui suis-je ? Alfred de Musset, Grez-sur-Loing, Pardès 2019  (ISBN 978-2-8671-4535-3)
- Qui suis-je ? Tchekhov, Pardès 2020  (ISBN 978-2-8671-4574-2)
- Qui suis-je ? Mérimée, Pardès 2021  (ISBN 978-2-8671-4584-1)
- Qui suis-je ? Edmond Rostand, Pardès 2022  (ISBN 978-2-86714-590-2)
- Qui suis-je ? Marcel Pagnol, Pardès 2023  (ISBN 978-2-86714-595-7)

### Éditions critiques
- Michel de Ghelderode. La Balade du grand Macabre, Paris, Gallimard, coll. « folio-théâtre », 2002, 234 p. (ISBN 2-07-041656-9)[20]
- Michel de Ghelderode. Escurial. Hop Signor !, Paris, Gallimard, coll. « folio-théâtre », 2004, 212 p. (ISBN 2-07-042539-8)[21]
- Michel de Ghelderode. Théâtre oublié, Paris, Honoré Champion, 2004, 450 p. (ISBN 2-7453-1073-9)[22]

### Préfaces ou postfaces
- Postface :Michel de Ghelderode, Pantagleize qui trouvait la vie belle, La Pierre d’Alun, Bruxelles, 1992.
- Lecture : Michel de Ghelderode, Sortilèges, Éditions Labor, Bruxelles, 2001.
- Préface : Michel de Ghelderode, La Halte catholique. L’Homme sous l’Uniforme, Académie royale de langue et de littérature françaises, Bruxelles, 1999.